# Lachebekje
Een lachebekje is de benaming voor iemand die gauw en veel lacht. Daarnaast was het voor de opkomst van het internet en de bijbehorende Engelse termen de gangbare Nederlandse vertaling voor het woord "smiley".
Een van de meest als "lachebekje" betitelde personen is Myrna Goossen. In de periode dat ze assistente was van presentator Jos Brink in het programma Wedden dat..? kreeg ze van hem de bijnaam lachebekje. Deze bijnaam bleef haar nog tot diep in de jaren 90 achtervolgen. Wie ook regelmatig het stempel van "lachebekje" kreeg opgedrukt, was Gerrit Zalm in de periode dat hij minister van Financiën was.
Verder wordt het woord lachebekje gebruikt voor bepaalde geestverruimende paddenstoelen.